# آسمان‌نما

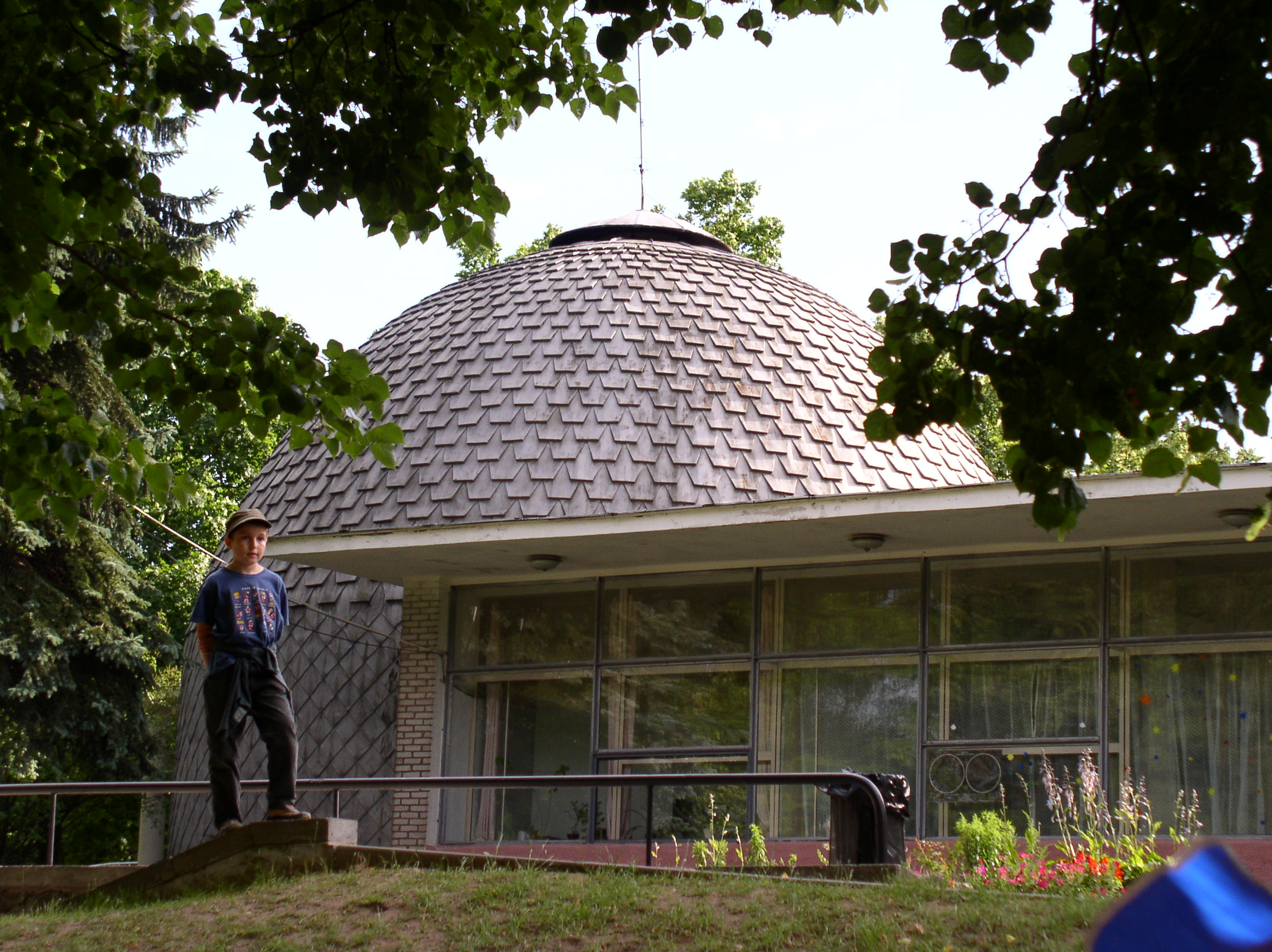
یک آسمان‌نما در شهرِ مینسک در کشور بلاروس

آسمان‌نما یا اخترسرا تالاری است که یا برای ارائهٔ مباحث آموزشی دربارهٔ اخترشناسی و آسمانِ شب یا برای آموزشِ ناوبریِ فلکی استفاده می‌شود. همچنین در آن، نمایی از ستارگان و سیاره‌ها‌ و دیگر پدیده‌های آسمانی برای منظورهای آموزشی یا سرگرمی نمایش داده می‌شود.
در زبان انگلیسی به آسمان‌نما پِلانِتاریوم (planetarium) می‌گویند که ریشه در واژه لاتین پِلانِتاریوس (planetarius) به معنای سیاره است دارد. 
آسمان‌نماها، گنبد های وسیعی هستند که از زمان های قدیم، برای کار های مختلفی استفاده می‌شوند. دانشمندها در آن زمان، از آسمان‌نماها برای کشف فضا و ستارگان، یا حتی دیدن سیارات استفاده میکردند. یا حتی پدیده های طبیعی مانند کسوف (خورشید گرفتگی) یا خسوف (ماه گرفتگی) را میتوان از توی اسمان نما ها مشاهده کرد.
اکنون، آسمان‌نماها دارای پروژکتور هستند که اشخاص، می‌توانند به درون آسمان‌نما بروند و همراه با پروژکتور، فیلم های علمی فضایی را تماشا کنند.

## مشخصات
دستگاه شبیه‌ساز گردش زمین و ماه به دور خورشید
افلاک نما ابزاری کمک آموزشی برای یادگیری ساده حرکات زمین و ماه و ارتباط آن با خورشید است که از مفاهیم اولیه نجوم در درس علوم و فیزیک است کاربرد دارد.
یکی از ویژگی‌های دستگاه این است که دانش آموز همراه با آموزش تئوری آموزگار به صورت عملی و کاملاً ملموس از طریق این ابزار درس را به صورت مفهومی یادمی‌گیرد.
کاربرد دستگاه:
1. نمایش حرکت وضعی زمین (گردش زمین به دور خود و ایجاد شب و روز)
2. نمایش حرکت انتقالی زمین (گردش زمین به دور خورشید و به وجود آمدن سال)
3. گردش زمین به دور ماه همزمان با گردش زمین به دور خورشید
4. نمایش کسوف (خورشید گرفتگی)
5. نمایش خسوف (ماه گرفتگی)

۶ - نمایش زاویه ۲۳/۴۵ درجه محور زمین نسبت به مدار حرکتی زمین
۷ - مشاهده روزها و شب‌های طولانی در قطب‌های زمین